# Eubazus tibialis
Eubazus tibialis är en stekelart som först beskrevs av Alexander Henry Haliday 1835.  Eubazus tibialis ingår i släktet Eubazus och familjen bracksteklar. Inga underarter finns listade i Catalogue of Life.